# 伊莲·J·摩根
伊莲·J·摩根是一位美国政治家，共和黨党员，罗德岛州参议院议员，代表華盛頓縣的Hopkinton。